# Universidad del Norte de Illinois
La Universidad del Norte de Illinois o Universidad de Illinois Septentrional (del inglés Northern Illinois University o NIU) es una universidad pública ubicada en DeKalb, Illinois, Estados Unidos. Fue fundada el 22 de mayo de 1895 por el gobernador de Illinois John P. Altgeld como un campus satélite de lo que hoy es la Universidad Estatal de Illinois. El campus de DeKalb fue llamado originalmente Northern Illinois State Normal School. Hoy en día, la Universidad del Norte de Illinois es una universidad pública independiente y ha crecido más que su escuela matriz, con más de 25 000 estudiantes matriculados. NIU es miembro de la National Association of State Universities and Land-Grant Colleges y es la segunda universidad más grande del estado después de la Universidad de Illinois en Urbana-Champaign. El campus principal de NIU está situado aproximadamente a 65 millas (104 km) al oeste de Chicago. La universidad tiene campus satélites en Hoffman Estates, Naperville, Rockford y Oregón.
Durante las tres últimas décadas, NIU ha sido objeto de una gran expansión, destacando la apertura de su facultad de derecho en 1979. Hoy, la universidad imparte siete titulaciones universitarias que ofrecen conjuntamente 54 pregrados y 74 programas de postgrado, así como 12 programas de doctorado. En consecuencia, NIU ha sido reconocido por el News & World Report como una «Universidad Nacional», dedicada a la realización de importantes investigaciones y la concesión de grados hasta el nivel de doctorado.

## Historia

### Gobierno
La Universidad del Norte de Illinois se fundó a través de la creación de una junta directiva para la administración de la Northern Illinois State Normal School, durante la primera expansión del programa escuela normal establecido en 1857 en el municipio de Normal, Illinois. En julio de 1917, el Senado de Illinois consolidó las juntas directivas para las cinco escuelas normales estatales en un consejo. Las instituciones que formaron parte fueron la Escuela Normal del Este de Illinois, la Escuela Estatal Normal de Illinois, la Escuela Estatal Normal del Norte de Illinois, la Universidad Estatal Normal del Sur de Illinois y la Escuela Estatal Normal del Oeste de Illinois. 
Durante los próximos cincuenta años, tanto el establecimiento como el consejo directivo cambiaron sus nombres varias veces. En 1921, el legislador dio a la institución el nombre de Escuela Estatal de Profesores del Norte de Illinois, facultada para otorgar el título de Licenciatura de Educación, de cuatro años. En 1941 la Junta de la Escuela Normal cambió su nombre por el de Teachers College Board. En 1951, el Teachers College Board autorizó a la universidad a impartir el grado Master of Science en Educación, dando origen a la Escuela de Estudios Superiores. El 1 de julio de 1955, la legislatura estatal cambió su nombre a Colegio Estatal del Norte de Illinois y permitió a la universidad ampliar sus servicios educativos, ofreciendo el trabajo académico en áreas distintas a la formación del profesorado. Los profesores del College Board concedieron permiso para que la universidad pudiera añadir los planes de estudios de los grados de Bellas Artes y Ciencias. El 1 de julio de 1957, la septuagésima asamblea general renombró al Colegio Estatal del Norte de Illinois como Universidad del Norte de Illinois.
En 1965, el Illinois State Teachers College Board se convirtió en la junta directiva de las universidades estatales y se reorganizó para incluir a la Universidad del Noreste, la Estatal del Gobernador y la Estatal de Chicago. En 1967, la dirección de la Universidad del Norte de Illinois, la Universidad Estatal de Illinois y la Universidad Estatal de Sangamon fue transmitida a la Junta de Regentes que rige las tres universidades Regency hasta que la Junta se disolvió a finales de 1995. El 1 de enero de 1996, la autoridad de la Universidad del Norte de Illinois fue transferida a una junta directiva independiente.

### Crecimiento
La Escuela Estatal Normal del Norte de Illinois abrió sus puertas a 163 estudiantes el 11 de septiembre de 1899. En el transcurso del siglo xx, registró un importante desarrollo, creciendo en áreas de enseñanza y como una institución para la investigación con más de 50 000 estudiantes matriculados.